# Kajt
Kajt (angleško power kite ali traction kite) je padalu podobna naprava, ki se uporablja za izkoriščanje vetrne energije (lovljenje vetra) za namene premikanja. Kajti za razliko od jader lahko izkoriščajo vetrove na višjih višinah, ki so močnejši in bolj konstantni. Leta 2008 so s surferji s kajtom prvič presegeli mejo 50 vozlov (93 km/h).
Kajti za športne namene ima po navadi površino 1,2 do 50 m2 in se razlikujejo po obliki, številu celic in številu kontorlnih žic. Kajti, ki se uporabljajo na vodi morajo plavati.